# Jennifer Provencher
Jennifer F. Provencher (22 de octubre de 1979) es una bióloga conservacionista canadiense. Provencher es una reconocida investigadora y portavoz de campañas de sensibilización sobre los contaminantes plásticos en la vida silvestre marina y el cambio climático. Gran parte de su trabajo se centra en el impacto de las actividades humanas en la salud de las aves marinas y los ecosistemas marinos del Ártico.

## Educación
Provencher tiene una licenciatura en Biología Marina y un título en Ciencias y Biología Senior de la Universidad de British Columbia. Más tarde completó un Master en la Universidad de Victoria con su trabajo sobre las aves marinas como indicadores de cambio en el Ártico canadiense oriental. Su Doctorado en Biología (Toxicología Ambiental y Química) en la Universidad de Carleton se centró en los parásitos y el mercurio como posibles impulsores de la salud y la reproducción de las aves.
Recibió una beca posdoctoral W. Garfield Weston en 2016 y una beca posdoctoral Liber Ero en 2018 para trabajar en Investigaciones Nórdicas en la Universidad de Acadia.

## Trabajo

### Antes de 2010: Inicios de carrera
Después de graduarse con una licenciatura en Biología Marina y Educación en 2004, Provencher enseñó y colaboró en proyectos de investigación en el Centro de Ciencias Marinas de Bamfield en la  isla de Vancouver, Canadá, como profesora y buceadora científica. En 2008, decidió regresar a los estudios para realizar una maestría en la Universidad de Victoria.

### 2010-2018: Etapa inicial de la carrera
En 2010, Provencher trabajó con la Asociación de Científicos de Carrera Temprana Polar (APECS) en asociación con el Comité Científico Internacional del Ártico (IASC) y el Comité Científico de Investigación Antártica (SCAR) para liderar la evaluación de  las actividades realizadas en educación y divulgación durante los años 2007-2009, Años Polares Internacionales. En los años siguientes, regresó de nuevo a la escuela de posgrado para realizar el doctorado en la Universidad de Carleton, y continuó vinculada como miembro del comité ejecutivo de APECS y como trabajo de investigación invitado.
Provencher ha sido presidenta del comité organizador de varias conferencias internacionales, incluido el taller APECS de la Conferencia de Estudios Inuit de 2012, Washington D. C., EE. UU.; la Reunión Científica Anual de ArcticNet de 2013, Halifax, Canadá, y el Congreso de Biodiversidad del Ártico de 2018, Helsinki, Finlandia.
Entre 2014 y 2019, Provencher realizó más de veinte presentaciones invitada en todo el mundo sobre diversos temas relacionados con contaminantes o estudios nórdicos, entre otros. Entre las organizaciones que la invitaron se incluye a la Academia Estadounidense para el Avance de la Ciencia (AAAS) y la Corporación de Museos de Ciencia y Tecnología de Canadá. En 2019, estuvo entre las científicas invitadas a hablar en el evento conjunto Canadá-Mónaco-Francia sobre la contaminación plástica en el medio ambiente, concretamente en Maison Des Oceans, París, y el Museo Oceanográfico de Mónaco, Mónaco. Ese mismo año, fue llamada a testificar ante el Comité del Senado Canadiense sobre el Ártico así como a impartir conferencias en la Escuela Belfer de Ciencias y Asuntos Internacionales de la Universidad de Harvard. Algunos de sus otros discursos tuvieron lugar en el Taller de Comunicaciones de la Universidad del Ártico de 2012, Tromsø, Noruega. Ha sido nominada para representar al Programa de Evaluación y Monitoreo del Ártico (AMAP) en el grupo de planificación del Simposio Internacional de Plásticos en la Región Ártica y Subártica de abril de 2020, Reykjavik, Islandia.

### 2018-presente: Avance profesional
Desde 2018, Provencher es Jefa de la Unidad de Salud de la Vida Silvestre del  Servicio Canadiense de Vida Silvestre (Medio Ambiente y Cambio Climático de Canadá), y su trabajo se centra en el efecto de enfermedades, parásitos y contaminantes en la conservación de la vida silvestre. Desde 2019, es investigadora adjunta en tres universidades canadienses: Carleton University, Ottawa, Ontario; Universidad de Acadia, Wolfville, Nueva Escocia; y Memorial University of Newfoundland, St. John's, Canadá.

## Contribuciones significativas
Como parte del grupo de trabajo Circumpolar Arctic Flora and Fauna (CAFF), dependiente del Consejo Ártico, Provencher fue coordinadora de la Iniciativa de Aves Migratorias del Ártico (AMBI). Trabajó con los Estados miembro y observadores para coordinar e implementar esfuerzos de conservación para aves reproductoras en rutas migratorias internacionales. Estableció un grupo de trabajo centrado en la matanza ilegal de aves acuáticas migratorias en la ruta migratoria de Australasia del este de Asia. Este grupo de trabajo trabaja actualmente para identificar las principales fuentes de mortalidad de aves en la ruta migratoria de Australasia del este de Asia y coopera con organizaciones locales y gobiernos nacionales para minimizar los efectos negativos en las poblaciones de aves. En la Conferencia de las Partes de 2017 en Manila, Filipinas, también codirigió el desarrollo de la iniciativa en un grupo de trabajo más amplio para todas las aves en el marco de la Convención sobre Especies Migratorias (CMS). Más tarde trabajó con comunicadores para informar e involucrar a los responsables políticos con la investigación y la ciencia.
Provencher colaboró en un programa para desarrollar un marco canadiense de investigación sobre plástico ingerido. Este programa fue utilizado para monitorear la ingestión de plástico en aves marinas e investigar cuestiones relacionadas con el impacto de la contaminación plástica en la vida silvestre marina. Además, codesarrolló y codirigió otros talleres relacionados con este tema, como Aprender sobre la salud de las focas anilladas a partir de la ciencia de los contaminantes y Inuit Qaujimajatuqangit para informar más a las comunidades inuit sobre los contaminantes mientras se relaciona con el conocimiento y la ciencia de los inuit. El programa de comunicación científica en curso basado en la comunidad ahora está codirigido por el Gobierno de Nunatsiavut.
Además de sus numerosas publicaciones revisadas por pares como investigadora, Provencher es autora de varios capítulos de libros y artículos de literatura gris, algunos de ellos sobre los retos de las mujeres y los investigadores que inician su carrera en la comunidad científica.

## Premios y reconocimientos
Provencher ha recibido numerosos premios como investigadora y divulgadora. Estos son algunos de sus reconocimientos:
2018: Beca posdoctoral Liber Ero
2018: Beca posdoctoral NSERC
2016, 2017: Beca posdoctoral W. Garfield Weston en Investigación del Norte
2014: Premio en memoria de Jennifer Robinson, Instituto Ártico de América del Norte
2014, 2015, 2016: Beca Bonnycastle en Biología de Humedales y Aves Acuáticas, Ducks Unlimited Canadá
2013: Premio Lorraine Allison Memorial, Instituto Ártico de América del Norte
2013: Premio W. Garfield Weston de Investigación de Asuntos Nórdicos (PhD)

## Medios de comunicación y divulgación
Provencher tiene presencia habitual en diversos medios de radio, televisión. Ha sido entrevistada en medios locales, nacionales e internacionales. Esto incluye a Newsweek, Maclean's, CBC y The Guardian. Estos son algunos de los trabajos realizados en medios:
En 2011, Margaret Munro, escritora científica y periodista, escribió sobre el trabajo de Prevencher de evaluación de los plásticos en las aves marinas del norte, "Un montón de plásticos en las aves árticas de Canadá".
En 2012, el Departamento de Asuntos Aborígenes y Desarrollo del Norte de Canadá (AANDC) produjo un video que presenta el trabajo de Provencher con los inuit para estudiar los patos Eider. Provencher también apareció en la revista de Duck's Unlimited, The Conservator, por este trabajo ganador de la beca. En 2015, la revista Smithsonian presentó a Provencher en un artículo que destacaba su investigación en cómo las aves marinas actúan como vectores de contaminantes marinos arrojados a la tierra.
En 2017 fue entrevistada para los informativos de la CBC sobre los miles de millones de partículas de plástico introducidas en las aguas del Ártico a través de la 'cinta transportadora' del océano.
En 2018, Provencher y la ministra de Medio Ambiente y Cambio Climático, Catherine McKenna, visitaron Nueva Escocia, para debatir la contaminación plástica y su amenaza para las aves marinas y la costa atlántica. Más tarde, la ministra expresó su orgullo por haber trabajado con una funcionaria pública tan dedicada como Provencher, y mencionó que la charla de Provencher sobre el equilibrio entre el trabajo y la vida personal era un mensaje importante.
Ese mismo año, formó parte de una cobertura de radio de la CBC sobre la prohibición en el Reino Unido de las pajitas de plástico y otros artículos de un solo uso y lo que se podría hacer en Canadá, titulada "Necesitamos repensar toda la industria del plástico: no es suficiente".
En 2019, apareció en un artículo de la revista canadiense Maclean's "¿Es esa mi bolsa de plástico en la fosa de las Marianas?" y fue una de los tres invitados investigadores del tema plásticos que formaron parte de un panel de discusión sobre los plásticos en los océanos en la reunión de Avance de la Ciencia de 2019, Washington D. C.